# A sevillai borbély (Paisiello)
Il barbiere di Siviglia, ovvero La precauzione inutile (A sevillai borbély, vagy a hiábavaló elővigyázat) egy vígopera, mely Giovanni Paisiello műve, a librettó írója Giuseppe Petrosellini, bár az ő neve nem azonosítható a címlapon.
Az opera ősbemutatójára 1782. szeptember 26-án került sor (a régi orosz naptár szerint szeptember 15.) a cári udvarban, Szentpéterváron. Egy átdolgozása Pierre Beaumarchais Le Barbier de Séville című játékának.
Az opera teljes címe így szól: Il barbiere di Siviglia, ovvero La Precauzione inutile, dramma giocoso per musica tradotto liberamente dal francese, da rappresentarsi nel Teatro Hotel corte del, l ' anno brit 1782. (Fordítása: A Sevillai Borbély, vagy A Hiábavaló Elővigyázat, komikus dráma, szabadon fordított francia zene, bemutató a Császári Udvari Színházban, 1782. évben.)
A történet lényegében követi az eredeti Beaumarchais-játékot, illetve néhány helyen közvetlenül fordítja a dalokat, valamint a párbeszédet. A cselekmény a Paisiello és a Rossini változataiban nagyon hasonlítanak egymásra, enyhe különbségeket fedezhetünk fel. Petrosellini szövegkönyvében kisebb szerepe van a komikumnak viszont jobban kihangsúlyozza a szerelmi történetet.

## Előadásai
Számos zenei adaptáció előzte meg a Paisiello Il barbiere di Siviglia című művét, de Paisiello vígoperája volt az első, amellyel széles körű sikert ért el. Ezt követően több városban megrendezték az opera premierjét a következő években, köztük Bécsben, ahol Il Barbiere öt helyszínen játszott 1783-tól 1804-ig, mind olasz és német nyelven, közel 100 előadást játszottak, Nápolyban (1783), Varsóban, Prágában, Versailles-ban (1784), Kasselben, Pozsonyban, Mannheimben (1785), Liège-ben, Kölnben (1786), Madridban, illetve az 1787-es előadásra Nápolyban, a Teatro dei Fiorentiniben az opera lecsökkent három felvonásra, és Pasiello írt három új számot: La carta che bramate Rosinának, Serena il bel sembiante Almavivának, és a finálé egy cselekmény volt. 1788-ban az operát előadták Berlinben, majd Londonban, Párizsban (1789), Lisszabonban (1791), Brüsszelben (1793), Stockholmban (1797), New Orleansben (1801).
1789-ben Mozart a Schon lacht der holde Frühling (K. 580) áriát ajánlotta sógornőjének, Josepha Hofernek, aki Rosinát helyettesítette az eredeti 3. felvonásban (Già riede primavera). Bár ez hiányzik, csak a záró ritornell van meg, a hiányos hangszerelés arra utal, hogy sosem volt használva.
Az opera bizonyult Paisiello legnagyobb sikerének. Még Gioachino Rossini saját verziójának 1816-os premierje után is A sevillai borbély Paisiello változatában népszerűbbnek bizonyult az összehasonlításban. Idővel azonban ez a helyzet megváltozott. Ahogy Rossini változata népszerűséget szerzett, Paisiellojé ezzel párhuzamosan csökkent, egészen addig a pontig, amikor kivágták a repertoárból.
Paisiello verziója megújult a későbbi években, beleértve Párizst (1868), Torinót (1875), Berlint (1913) és Monte Carlót is (1918). 2005-ben a Bampton Klasszikus Operában adták elő angolul.

## Szerepek
| Szereplők                                     | Hang típusok | Premier (lásd fent), 1782. szept. 15/26 (Vezényel: – ) |
| --------------------------------------------- | ------------ | ------------------------------------------------------ |
| Almaviva gróf                                 | Tenor        | Guglielmo Jermolli                                     |
| Rosina                                        | Szoprán      | (Ганна Давія Бернуцці)                                 |
| Bartolo                                       | Basszus      | Baldassare Marchetti                                   |
| Figaro                                        | Bariton      | Giovanni Battista Brocchi                              |
| Don Basilio                                   | Basszus      | Luigi Pagnanelli                                       |
| Giovinetto ('Ifjúság', Bartolo idős szolgája) | Tenor        |                                                        |
| Svegliato ('Éberség', az álmos szolga)        | Basszus      |                                                        |
| Jegyző                                        | Basszus      |                                                        |
| Gondnok                                       | Tenor        |                                                        |
| "Alguazili vonós négyes" (rendőr) és szolgái" |              |                                                        |

## Fordítás
Ez a szócikk részben vagy egészben  a   The Barber of Seville (Paisiello) című angol Wikipédia-szócikk ezen változatának fordításán alapul.  Az eredeti cikk szerkesztőit annak laptörténete sorolja fel. Ez a jelzés csupán a megfogalmazás eredetét és a szerzői jogokat jelzi, nem szolgál a cikkben szereplő információk forrásmegjelöléseként.